# 빅토르 토마스
빅토르 토마스 곤살레스(스페인어: Víctor Tomás González, 1985년 2월 15일~)는 스페인의 은퇴한 핸드볼 선수로 현역 시절 포지션은 라이트윙이다. 스페인의 프로 핸드볼 리그인 리가 아소발의 FC 바르셀로나 한 팀에서 선수 생활을 했으며, 바르셀로나 소속으로 스페인 리그 우승 12회, EHF 챔피언스리그 우승 3회를 달성했다.
스페인 국가대표팀의 일원으로서 2008년 하계 올림픽에서 동메달을 획득했으며, 2013년 세계 선수권 대회에서 우승을 차지했다.